# Luca Giacomin
Luca Giacomin (Mestre, 23 settembre 1972) è un ex arbitro di calcio a 5 italiano.

## Carriera
Arbitro dal 1991, è stato promosso alla CAND 5 (attuale CAN5) nel luglio 2002. L'esordio in serie A è avvenuto nel maggio del 2005 nella gara Perugia - Lazio (5-3). Arbitro internazionale dal 2008, nel febbraio dello stesso anno dirige Bosnia – Lituania (1 – 1) che rappresenta il debutto ufficiale nelle competizioni europee. L'esordio assoluto risale tuttavia al dicembre 2007 quando fu chiamato da Andrea Lastrucci per arbitrare la finale del torneo di San Pietroburgo riservato alle formazioni Under-21. Nella stagione 2007-08 ha vinto il premio "Presidenza AIA" come miglior arbitro italiano di calcio a 5. Al termine della stagione 2011-12 viene dismesso per limite di permanenza nel ruolo.